# Ацерулоплазминемия
Ацерулоплазминемия — редкое заболевание, вызванное мутациями гена, кодирующего синтез церулоплазмина. Данный белок, основная функция которого заключается в транспорте меди, также участвует в метаболизме железа, и мутации, нарушающие эту функцию церулоплазмина, приводят к токсичным отложениям железа в мозге, печени, поджелудочной железе.
Впервые заболевание было описано в Японии в 1987 году и названо «семейной недостаточностью церулоплазмина». В последующие годы было описано около тридцати мутаций, вызывающих ацерулоплазминемию, их многообразие определяет разнообразие проявлений болезни. В случае, если мутация гетерозиготна и проявляется слабо, говорят о наличии гипоцерулоплазминемии.

## Проявления
Типичная для ацерулоплазминемии клиническая триада — дегенерация сетчатки, сахарный диабет, неврологические симптомы. Дебют обычно отмечается у лиц в возрастной группе 25—60 лет.
В одном обзоре литературы (33 пациента) отмечены следующие наиболее выраженные неврологические проявления мутаций гена церулоплазмина: у лиц с гомозиготными мутациями — когнитивные нарушения (42 %), дискинезия черепно-лицевых мышц (28 %), мозжечковая атаксия (46 %), дегенерация сетчатки (75 %). В четырёх гетерозиготных случаях отмечены признаки дисфункции мозжечка, тремор, у одного — хорея-атетоз. В одном случае описан шизофреноподобный психоз у 21-летней девушки с наследственной ацерулоплазминемией и возможным наличием психических отклонений в семейной истории.
Сглаженные симптомы иногда обнаруживаются у родственников человека, которому поставлен диагноз.